# Deumentenhof

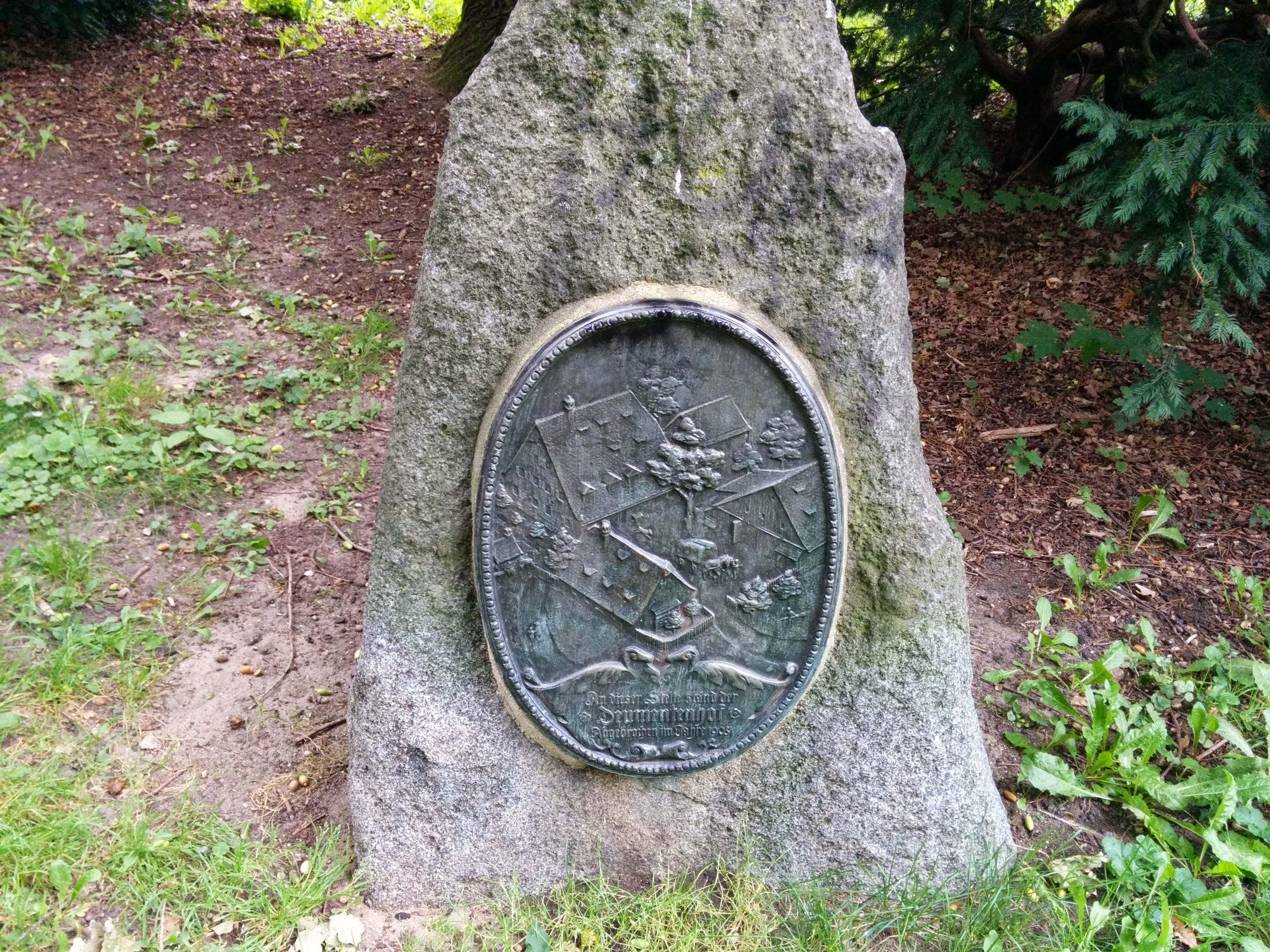
Gedenkstein für den abgegangenen Deumentenhof

Deumentenhof ist eine Wüstung im Gemeindegebiet der kreisfreien Stadt Nürnberg.

## Geographie
Die ehemalige Einöde lag auf freier Flur auf einer Höhe von 318 m ü. NHN. 0,5 km südlich lag Rennweg, 0,2 km nordwestlich Schallershof, 0,5 km östlich Schoppershof. An der Stelle von Deumentenhof befindet sich heute der Stadtpark.

## Geschichte
Der Ort wurde im Jahr 1429 als „Kötzersdorff“ erstmals schriftlich erwähnt. In allen nachfolgenden Belegen lautete das Grundwort Hof. Ab 1644 wurde der Ort auch „Deumenten“ genannt. Das ursprüngliche Bestimmungswort ist Ketzer, wohl als Übername benutzt, um eine Eigenschaft des Besitzers zu beschreiben. Deumenten war ursprünglich ein Flurname. Deumenten war die umgangssprachliche Form für Thymian.
Gegen Ende des 18. Jahrhunderts bestand Deumentenhof aus einem Anwesen. Das Hochgericht übte die Reichsstadt Nürnberg aus, was aber vom brandenburg-bayreuthischen Oberamt Baiersdorf bestritten wurde. Die Deutschordenskommende Nürnberg war Grundherr des Ganzhofes.
Von 1797 bis 1810 unterstand der Ort dem Justiz- und Kammeramt Erlangen. Im Rahmen des Gemeindeedikts wurde Deumentenhof dem 1813 gebildeten Steuerdistrikt Erlenstegen und der im selben Jahr gegründeten Ruralgemeinde Erlenstegen zugeordnet. Mit dem Zweiten Gemeindeedikt (1818) wurde Deumentenhof in die neu gebildete Ruralgemeinde Rennweg umgemeindet. Mit der Eingliederung des Ortes Rennweg in die Stadt Nürnberg im Jahr 1865 hieß die Ruralgemeinde Schoppershof. 1899 wurde diese nach Nürnberg eingemeindet.
1905 wurde der Hof abgebrochen.

### Einwohnerentwicklung
| Jahr      | 001818 | 001824 | 001836 | 001840 | 001861 | 001871 | 001885 |
| Einwohner | 9      | 7      | 8      | 6      | 20     | 11     | 12     |
| Häuser    | 2      | 1      | 2      | 1      |        |        | 2      |
| Quelle    | [ 7 ]  | [ 4 ]  | [ 8 ]  | [ 9 ]  | [ 10 ] | [ 11 ] | [ 12 ] |

## Religion
Deumentenhof war seit der Reformation evangelisch-lutherisch geprägt und nach St. Jobst (Nürnberg) gepfarrt.